# Diploptera bicolor
Diploptera bicolor är en kackerlacksart som beskrevs av Hanitsch 1925. Diploptera bicolor ingår i släktet Diploptera och familjen jättekackerlackor. Inga underarter finns listade i Catalogue of Life.